# 田辺竹雲斎
田辺 竹雲斎（たなべ ちくうんさい）は、堺の竹工芸家で、代々襲名されている。

## 初代 田辺 竹雲斎
（明治10年（1877年）6月3日 - 昭和12年（1937年）5月26日）
本名：常雄。1877年、兵庫県尼崎市に尼崎藩の御殿医、田辺慎常の三男として生まれる。12歳で大阪の名工・初代和田和一斎（1851年 - 1901年）に弟子入りし、24歳で和一斎のもう一つの号竹雲斎を譲り受け独立した。
江戸末期から明治の大阪では、中国からの文人文化として煎茶が好まれ、煎茶道具として竹の唐物風の花籃の制作が盛んに行われた。初代竹雲斎は、煎茶道においては花月庵流煎茶皆伝、華道においては清風青山流家元を継承するなど豊かな素養も生かして、緻密に編み込まれた重厚な作品を得意とした。第5回内国勧業博覧会で初入選、大正天皇への作品献上、パリ万国装飾美術工芸博覧会で銅賞を受賞など、明治末期から昭和初期にかけて実績を残している。
また、弟子や職人を多数抱えて産業的な制作を行い、ドイツを中心に輸出を手がけた。1910年、堺の市之町に転居。市之町は堺港に近く、南北に紀州街道、東西に竹内街道（大小路）が走る南西に位置し、流通が盛んで多くの人で賑わっていた。そこはまた、摂津と和泉の国境であり、初代竹雲斎の箱書きは「界府南荘」と記されている。
ドイツ人建築家ブルーノ・タウトは東の飯塚琅玕斎と並べ、初代竹雲斎を「西日本随一の親方」とし、「用途から形を生み出して行く人」と評価した。

### 経歴
- 明治10年（1877年）、兵庫県尼崎市に生まれる
- 明治23年（1890年）、初代和田和一斎に弟子入り
- 明治34年（1910年）、竹雲斎の号を譲り受け独立
- 明治36年（1903年）、第5回内国勧業博覧会で初入選
- 明治43年（1910年）、堺に転居
- 大正3年（1914年）、大正天皇大阪行幸の際、作品を二点献上 [7]
- 大正14年（1925年）、パリ万国装飾美術工芸博覧会で「柳里恭花籃」が銅賞を受賞
- 昭和3年（1928年）、堺美術会を組織
- 昭和7年（1932年）、内務省に堺市より名工として推薦を受ける
- 昭和12年（1937年）、堺市の自宅にて死去

## 二代 田辺 竹雲斎
（明治43年（1910年） - 平成12年（2000年）2月24日）
本名：利雄。1910年、初代竹雲斎の長男として堺市に生まれる。5歳のとき、初代竹雲斎の個展会場で亀甲編みを披露。周囲を驚かせたというエピソードを持つ。9歳より、文人の教養として漢学者の土田江南に書を学んだほか、南画の素養も持つ。21歳のとき、編み込みの中に龍が踊る唐物風の「蟠龍図盆」で帝国美術院展覧会に初入選。以降、帝展、文展、日展に連年入選を果たしている。27歳のとき初代竹雲斎が他界し、二代竹雲斎を襲名する。この頃から作風が変わり、細く薄く削がれた竹籤による透かし編みを得意とするようになった。初代の得意とした重厚な「唐物」に対し、二代竹雲斎の作る籠は繊細で細やか、日本らしいとして「和物」と呼ばれた。
戦時中は河内長野に10年ほど疎開していたが、竹工芸を続けいきたいという信念から、終戦後まもなく高島屋で個展を行い、堺に戻った。勲四等瑞宝章、紺綬褒章を受勲し、日展評議員も務めている。60歳を過ぎてから「竹の特性に着いてゆけばええだけなんです」という心境に達したと語り、竹の癖や性質を生かすことを大切にしていた。

### 経歴
- 明治43年（1910年）、初代竹雲斎の長男として堺市に生まれる
- 大正14年（1925年）、 初個展、小竹雲斎の号を授かる
- 昭和6年（1931年）、帝国美術院展覧会で初出品、初入選　その後も帝展、文展、日展に連年入選
- 昭和12年（1937年）、二代竹雲斎を襲名
- 昭和24年（1949年）、高島屋で個展
- 昭和34年（1959年）、大阪府芸術賞
- 昭和56年（1981年）、勲四等瑞宝章
- 昭和58年（1983年）、紺綬褒章
- 平成3年（1991年）、三代に竹雲斎を譲り、一竹斎を名乗る[5]
- 平成12年（2000年）、死去

## 三代 田辺 竹雲斎
（昭和15年（1940年） - 平成26年（2014年）3月17日）
本名：久雄。二代竹雲斎の長男として堺市に生まれる。大阪市立工芸高等学校、武蔵野美術大学工芸工業デザイン科を卒業した。卒業後は堺に戻り、二代竹雲斎の下で本格的に竹工芸の道に進んだ。幼少の頃、疎開していた河内長野で遊んでいた矢竹を使い構成された作品が特徴である。硬く真っすぐに育つ矢竹の直線美を生かしたモダンな作品であった。
昭和になり、花籠やお茶道具という工芸品から、用途の無い芸術品がつくられるようになってきていた。三代竹雲斎は代々の伝統工芸品を制作しながら、オリジナルな竹のオブジェを制作も行うようになった。

### 経歴
- 昭和15年（1940年）、二代竹雲斎の長男として堺市に生まれる
- 昭和40年（1965年）、矢竹をそのまま使った「直花籃」で日展初入選
- 昭和44年（1969年）、二代竹雲斎から「小竹」の号を授かる。
- 平成3年（1991年）、三代竹雲斎を襲名
- 平成26年（2014年）、死去

## 四代 田辺 竹雲斎
（昭和48年（1973年）- ）
本名：健雄。三代竹雲斎の次男として堺市に生まれる。東京芸術大学美術学部彫刻家を卒業。大分竹工芸訓練支援センターで二年間研修をした後、堺に戻り、三代竹雲斎に弟子入りをする。伝統的な花籃や茶道具の他、二代竹雲斎が得意とした透かし編み技術を使用したオリジナル作品を制作している。その作品は大英博物館、ボストン美術館、メトロポリタン美術館など世界の主要な美術館に展示されている。
また、2009年現代彫刻家アニッシュ・カプーアの作品にインスピレーションを得たことで、竹のインスタレーションを制作するようになった。インスタレーションでは、高知県須崎市に生する虎竹を使用。接着剤を一切使わず竹ひごの亀甲編みで巨大な作品を作り、展示を終えると解くというスタイルである。

### 経歴
- 昭和48年（1973年）、 三代竹雲斎の次男として堺市に生まれる。
- 平成18年（2006年）、「小竹」を襲名
- 平成24年（2012年）、世界で活躍し『日本』を発信する日本人（内閣府国家戦略室）に選出[20]。
- 平成29年（2017年）、 四代田辺竹雲斎を襲名
- 令和4年（2022年）、芸術選奨文部科学大臣新人賞受賞